# Begonia decandra
Espèce
Synonymes
- Begonia decandra Sessé & Moc.[1]
- Begonia portoricensis A.DC.[1]

Begonia decandra est une espèce de plantes de la famille des Begoniaceae. Ce bégonia est originaire de Porto Rico. L'espèce fait partie de la section Begonia. Elle a été décrite en 1859 par Alphonse Pyrame de Candolle (1806-1893) d'après les travaux de José Antonio Pavón (1754-1844). L'épithète spécifique decandra signifie « comptant dix étamines ».

## Répartition géographique
Cette espèce est endémique de Porto Rico.